# 毛衣女郎

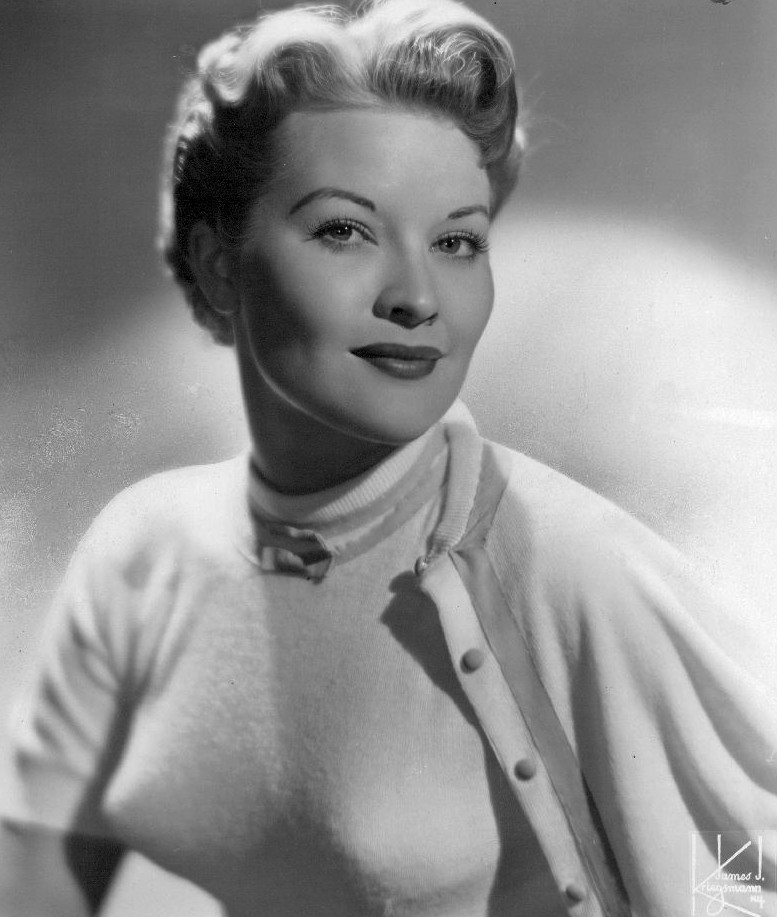
帕蒂·佩奇，1955年的「毛衣女郎」代表。

毛衣女郎是1940-1950年代美國的流行用語，原指當時享譽盛名的幾位好萊塢女星，諸如拉娜·特納、珍·曼絲菲與珍·羅素。她們穿著羊絨或安哥拉絨材質的修身毛衣與子彈胸罩，以強調女性的胸部曲線。

這股時尚為當時的青少年鍾愛，「毛衣女郎」也轉變為一種流行類型的指稱，甚至與戰後反權威的青少年次文化、「道德敗壞」、「傷風敗俗」產生連結。如匹茲堡警司Harvey J. Scott所言：「婦女穿著凸顯曲線的衣服招搖過市，這就是毛衣女郎──純粹幼稚的招蜂引蝶。她們將成為什麼樣的母親和妻子？」

## 流行文化
拉娜·特納在1937年電影《他們不會忘記》中的緊身針織上衣扮相，使她成為第一位「毛衣女郎」。當時好萊塢宣傳人員希望以一吸引人的詞彙指稱她在影視界的地位，電影雜誌便比照安·謝里丹的「嫵媚女郎」、朵露絲·拉茉的「紗籠女郎」和克拉拉·鲍的「它女郎」，將其暱稱為「毛衣女郎」。
1942年，《毛衣女郎》成為一部電影的名稱，導演為羅伯·比利和畢拉·瑪莉·迪克斯。
1944年，鮑伯·霍伯在《陸軍-海軍螢幕》雜誌第20期中訪問當時的「毛衣女郎」茱蒂·嘉蘭，茱蒂詢問鮑伯：「為什麼男人對毛衣女郎如此瘋狂?」鮑勃說他毫無頭緒，並表示：「這是我想解開的一個謎。」